# Associatie Pluimvee Sector Suriname
De Associatie Pluimvee Sector Suriname (APSS) is een Surinaamse organisatie.
Ze werd op 10 december 2000 opgericht met het doel de belangen te behartigen van Surinaamse kippenboeren. Samen met de overheid wil ze aan oplossingen werken om de branche te ontwikkelen en de voedselveiligheid zeker te stellen. De organisatie werkt samen met meerdere ministeries.
Samen met het Aeres Training Centre International, voorheen PTC College Barneveld, had de APSS rond 2010 twee jaar lang een Twinningproject met Nederland. Het doel ervan was de verbetering van de inkomens van de boeren, de volksgezondheid en het voedsel voor de kippen.
In 2018 was de APSS gastheer van een internationaal symposium van de Caribische Pluimvee Associatie.